# Marc Andreoni
Pour les articles homonymes, voir Andreoni.
 (janvier 2023).
Si vous disposez d'ouvrages ou d'articles de référence ou si vous connaissez des sites web de qualité traitant du thème abordé ici, merci de compléter l'article en donnant les références utiles à sa vérifiabilité et en les liant à la section « Notes et références ».
Marc Andreoni, né le 8 février 1961, est un acteur, scénariste, réalisateur et producteur français.

## Biographie
Marc Andreoni est d'origine italienne mais né en France.
En 1980, il intègre le Cours Périmony afin de suivre des cours de théâtre. Il commence sa carrière de comédien par de petits rôles au cinéma dans les années 1980 et joue au théâtre (Un homme nommé Jésus de Robert Hossein en 1983, Les Méfaits du tabac et Zoo Story en 1985 (mise en scène de Dominique Virton), La Jalousie du Barbouillé de Molière la même année...).
De 1987 à 1989, il fait partie de la Ligue d'improvisation française. En 1994, il écrit la pièce Zonzon, créée au Café de la danse. La pièce sera adaptée quatre ans plus tard au cinéma par Laurent Bouhnik, avec Jamel Debbouze, Pascal Greggory et Marc Andréoni lui-même en directeur de prison. Il écrit également pour la télévision et des courts-métrages.
En 2001, il obtient le rôle de Serge Touati, un psychologue d'entreprise, dans la série Caméra Café et devient connu aux yeux du public.
Au cinéma, on le remarque désormais dans des rôles plus importants comme dans La Vérité si je mens ! 2 (et La vérité si je mens ! 3) ou Gomez et Tavarès. Il joue aussi dans plusieurs productions de Luc Besson : Banlieue 13, Taxi 4 ou Three Days to Kill.
En 2005, il retrouve son rôle de Serge Touati dans le film Espace Détente. 
Il est devenu pêcheur à Porquerolles.

## Filmographie

### Cinéma

#### Comme acteur
- 1983 : Un homme à ma taille de Annette Carducci : le dragueur
- 1984 : Le Rodeur (court-métrage) de Laurent Lutaud : le rodeur
- 1985 : Parole de flic de José Pinheiro : un dealer
- 1986 : Paulette, la pauvre petite milliardaire de Claude Confortès
- 1987 : Mon bel amour, ma déchirure de José Pinheiro
- 1989 : Hiver 54, l'abbé Pierre de Denis Amar
- 1991 : Oostende d'Eric Woreth : Jeannot
- 1994 : Couples et Amants de John Lvoff : Alain
- 1994 : Léon de Luc Besson : un agent du SWAT
- 1994 : Chacun pour toi de Jean-Michel Ribes : Manitti
- 1994 : La Machine de François Dupeyron : le gardien
- 1996 : La Légende de Dédé de Antonio Olivares
- 1997 : Sélect Hôtel de Laurent Bouhnik : Denis
- 1998 : Zonzon de Laurent Bouhnik : le directeur de la prison
- 1998 : En attendant la neige de Antonio Olivares
- 1999 : Mon père, ma mère, mes frères et mes sœurs… de Charlotte de Turckheim : Jean-Louis
- 1999 : Un pur moment de rock'n roll de Manuel Boursinhac : Alex
- 2000 : Total Western de Éric Rochant : José
- 2001 : La Vérité si je mens ! 2 de Thomas Gilou : Willy Journo le mafieux
- 2002 : Aram de Robert Kechichian : Abdul
- 2003 : Gomez et Tavarès de Gilles Paquet-Brenner : Nicolas Darochard
- 2003 : Vivre me tue de Jean-Pierre Sinapi : M. Benny
- 2004 : Éros thérapie de Danièle Dubroux : Rops
- 2004 : Banlieue 13 de Pierre Morel : Carlos
- 2005 : Espace Détente de Bruno Solo et Yvan Le Bolloc'h : Serge Touati
- 2007 : Sa Majesté Minor de Jean-Jacques Annaud : Zo le boucher
- 2007 : Taxi 4 de Gérard Krawczyk : M. Martinez
- 2009 : Celle que j'aime de Élie Chouraqui : un médecin
- 2012 : La vérité si je mens ! 3 de Thomas Gilou : Simon Bijaoui, le mafieux
- 2012 : Cino, l'enfant qui traversa la montagne de Carlo Alberto Pinelli : le charretier
- 2012 : Stars 80 de Frédéric Forestier : le patron du kebab
- 2012 : Pauvre Richard de Malik Chibane : un fan de Jonny H
- 2013 : Vive la France de Michaël Youn : un chasseur
- 2014 : 3 Days to Kill de McG : Mitat Yilmaz
- 2016 : Vicky de Denis Imbert : Bernard
- 2016 : Ils sont partout d'Yvan Attal : Moshe
- 2017 : C'est beau la vie quand on y pense de Gérard Jugnot : l'épicier
- 2019 : Edmond d'Alexis Michalik : Marcel Fleury
- 2022 : Les Volets verts de Jean Becker : le pêcheur vendéen

#### Comme scénariste
- 1998 : Zonzon
- 2001 : Balibalo
- 2003 : Colin-maillard
- 2005 : Déambulation

#### Comme producteur
- 2001 : Balibalo
- 2005 : Adagio

### Télévision

#### Comme acteur
- 1993 : Les Yeux de Cécile de Jean-Pierre Denis - Cardona
- 1997 : Highlander (saison 6, épisode 11) : un marin
- 1999 : Eva Mag (épisode 20, Chienne de vie
- 2002-2004 : Caméra Café : Serge Touati
- 2003 : Docteur Claire Bellac  (épisode Engrenage) : M. Granier
- 2003 : "Central Nuit" (saison 3, épisode 3 "Violences illégitimes") : le médecin du SAMU
- 2005 : Les Bleus, premiers pas dans la police (épisode 1, « Hors Saison ») : Fred Joubert
- 2006 : Jeff et Léo, flics et jumeaux (saison 2, épisode 3)
- 2008 : Équipe médicale d'urgence (saison 2, épisode 6) : Gégé
- 2009 : Frères de sang de Stéphane Kappes : André Lacombe
- 2009 : Le Choix de Myriam de Malik Chibane : Luis
- 2010 : Pigalle, la nuit de Hervé Hadmar
- 2011 : Aïcha : La grande débrouille de Yamina Benguigui : Ionesco
- 2012 : On se quitte plus de Laurence Katrian : Joseph Bastiani
- 2013 : La Croisière de Pascal Lahmani : Berthier
- 2013 : Alice Nevers, le juge est une femme (épisode Peur en ville) : Pujol
- 2019 : Force Et Honneur (web série) de Lacrim : Un transporteur véreux
- 2022 : Vortex : Commissaire Le Goff
- 2024 : Carpe Diem de Pierre Isoard : Joël Robinetti
- 2025 : Joseph de Lucien Jean-Baptiste : André Costa (épisode 6)